# Hadena ruptilinea
Hadena ruptilinea är en fjärilsart som beskrevs av Walker 1857. Hadena ruptilinea ingår i släktet Hadena och familjen nattflyn. Inga underarter finns listade i Catalogue of Life.